# Litificação
Litificação é um conjunto complexo de processos que convertem sedimentos em rocha consolidada.  Graças, principalmente, à pressão exercida pelos sedimentos acumulados nos vários tipos de erosão. Essa palavra tem origem no termo "lito", que significa rocha.
A litificação pode envolver vários processos como desidratação, compactação, cimentação, recristalizações, lateritização, enriquecimento iônico.